# 대구 중학생 자살 사건
대구 중학생 자살 사건(大邱中學生自殺事件)은 2011년 12월 20일, 대한민국 대구광역시 수성구 덕원중학교 2학년 권승민 군이 2011년 3월부터 다수의 같은 반 학우들의 물고문, 구타, 폭행, 협박, 금품 갈취 등 상습적 괴롭힘, 즉 학교폭력을 당했다는 유서 작성 후 자신의 아파트에서 뛰어내려 자살했던 사건이다. 당시 교사였던 어머니 임지영 씨는 2011년 12월 20일 아침에 여느 때처럼 학교로 출근했다. 아들 "승민이가 등교하지 않았다."는 연락을 받고, 집으로 돌아가는 길에 경찰서에서 전화를 받고 나서 아들이 투신 자살했다는 사실을 알게 되었다.
경찰은 가해 학생들의 폭행과 금품 갈취 여부가 확인되는 대로 전원 사법처리할 방침이라고 밝혔다.

## 논란

### 게임과의 연관성
가해자들은 온라인 게임 "메이플 스토리"와 "겟앰프드"등을 플레이 했다고 알려졌다.
하지만 메이플스토리 내의 컨텐츠에서는 물고문이나 잔인한 폭력이 노골적으로 표현되지는 않는다. 또한 메이플스토리는 전체 연령 대상이 플레이할 수 있는 등급이 매겨졌기 때문에 이들이 메이플스토리를 플레이한 것은 아무런 문제가 되지 않는다.
그러므로 메이플스토리와 겟앰프드 외에도 다른 게임들과 이 사건을 연관시키는 것은 부적절하다.
오히려 영화나 만화등에서도 가혹행위에 대한 영감을 얻었을 가능성도 배제할 수는 없기 때문에 오로지 게임만으로 이들이 폭력적인 행위를 했다고 단정지을 순 없다.

## 조사
- 가해 학생들이 피해자 권 군을 괴롭힌 곳은 주로 권 군의 집이었다.
- 경찰이 휴대전화에 들어 있던 문자 메시지를 복원한 결과, 협박성 문자메시지를 많이 발견했다고 한다.[2]
- 피해자가 다녔던 학교에서는 이미 4개월 전, 2011년 7월에 여학생 자살 사건이 발생했다. 하지만 그 학교 관계자들이 그 여학생이 교통사고로 죽었다고 변명을 늘어놓았다.

## 영향
- 해당 중학교의 교장이 대구광역시교육청(당시 교육감 우동기)과 학교 이사회측으로부터 파면을 당하는 바람에, 한동안 교감이 직무대행을 맡아야 했다[3][4].
- 당시 우 교육감은 대구시민과 학부모들에게 대구 교육의 잘못을 철저히 인정하는 담화문을 발표하였다.[5]
- 6개월 후(2012년 6월), 같은 대구 수성구에 사는 한 고등학생이 집단폭행을 당해 인해 자살하는 사건이 또 발생하였다.

### 경찰의 태도
이 사건을 계기로 사건 전에는 여성, 청소년 관련 부서에서 처리하였고 웬만하면 훈방조치하였던 사건이 독버섯처럼 일파만파로 확산되자 이러한 사건들을 미성년자라도 반드시 엄정대처하여 단죄해야하는 민생치안현안으로 보고, 상습적인 교내외 폭력의 경우에는 구속수사를 확대한다는 방침으로 세우고 학교폭력근절에 적극 나서고 있으며 특히 인터넷상의 언어폭력근절을 위해 대구시내 초중고생 만여 명 이상이 가입한 사이버폴을 발대하여 사이버상 폭력에도 적극 대처하고 있고, 학교폭력신고센터인 117센터에서 지금까지 전화로만 받던 신고접수를 117채팅앱을 개발하여 문자로도 실시간 신고를 받는등 학교폭력근절을 위해 적극 노력중이다.

### 추가 피해
자살한 권 군의 친구들은 외상 후 스트레스 장애를 겪었으며, 휴학을 신청하거나 전학을 원했던 학생들이 적지 않았다. 또한, 언론사의 무신경함과 고인을 모욕과 망언을 늘어놓기도 했다. 

## 같이 보기
- 대전 여고생 자살 사건